# GLAAD Media Awards 2019
La 30ª edizione dei GLAAD Media Awards si è tenuta nel 2019, presentata dalla Gay & Lesbian Alliance Against Defamation.
Le candidature sono state annunciate il 25 gennaio 2019. Le cerimonie di premiazione si terranno al Beverly Hilton Hotel di Los Angeles il 28 marzo e al Waldorf-Astoria Hotel di New York il 4 maggio.

## Vincitori

### Los Angeles

#### Stephen F. Kolzak Award
- Sean Hayes[4]

#### Vanguard Award
- Beyoncé e Jay-Z[7][8]

#### Miglior serie commedia
- Vida
- Brooklyn Nine-Nine
- Crazy Ex-Girlfriend
- Dear White People
- Giorno per giorno (One Day at a Time)
- Modern Family
- Schitt's Creek
- Superstore
- This Close
- Will & Grace

#### Miglior episodio serie TV
- "Someplace Other Than Here" - The Guest Book
- "King nel nord" ("King in the North") - Fresh Off the Boat
- "Spirito di servizio" ("Service") - Law & Order - Unità vittime speciali (Law & Order: Special Victims Unit)
- "Prom" - Le amiche di mamma (Fuller House)
- "Nei panni dell'altro" ("She") - The Good Doctor

#### Miglior fumetto
- Exit Stage Left: The Snagglepuss Chronicles - Mark Russell
- Batwoman - Marguerite Bennett e K. Perkins
- Bingo Love - Tee Franklin
- Fence - C.S. Pacat
- Iceman - Sina Grace
- Lumberjanes: The Infernal Compass - Lilah Sturges
- Oh S#!t It's Kim & Kim - Magdalene Visaggio
- Runaways - Rainbow Rowell
- Star Wars: Doctor Aphra - Kieron Gillen e Simon Spurrier
- Strangers in Paradise XXV - Terry Moore

#### Miglior film della grande distribuzione
- Tuo, Simon (Love, Simon), regia di Greg Berlanti
- Giù le mani dalle nostre figlie (Blockers), regia di Kay Cannon
- Crazy & Rich (Crazy Rich Asians), regia di Jon M. Chu
- Deadpool 2, regia di David Leitch
- Millennium - Quello che non uccide (The Girl in the Spider's Web), regia di Fede Álvarez

#### Miglior documentario
- Believer, regia di Don Argott
- Call Her Ganda, regia di PJ Raval
- My House
- Quiet Heroes
- When the Beat Drops, regia di Jamal Sims

#### Miglior reality show
- Queer Eye
- American Idol
- I Am Jazz
- Love & Hip Hop
- RuPaul's Drag Race

#### Miglior articolo su una rivista
- "Can a Transgender Woman Get Justice in Texas?" - Nate Blakeslee, Texas Monthly
- "21 Transgender Stars, Creators Sound Off on Hollywood: 'I Want to Portray These Characters, and I'm Ready'" - Chris Gardner, Rebecca Sun, Lindsay Weinberg, Joelle Goldstein e Bryan White, The Hollywood Reporter
- "Ex-Scientologist Michelle LeClair Says Church Officials Humiliated Her After She Came Out as Gay" - Johnny Dodd e Tierney McAfee, People
- "Lena Waithe is Changing the Game" - Jacqueline Woodson, Vanity Fair
- "They Are the Champions" - Katie Barnes, ESPN The Magazine

#### Miglior rivista
- Variety
- Billboard
- Ebony
- Entertainment Weekly
- GQ

#### Miglior videogioco
- The Elder Scrolls Online: Summerset
- Assassin's Creed: Odyssey
- Guild Wars 2: Path of Fire
- Pillars of Eternity II: Deadfire
- The Sims Mobile

#### Riconoscimenti speciali
- Nanette
- TransMilitary

### New York

#### Advocate for Change Award
- Madonna[6][9][10]

#### Vito Russo Award
- Andy Cohen[6]

#### Miglior film della piccola distribuzione
- Boy Erased - Vite cancellate (Boy Erased), regia di Joel Edgerton
- 1985, regia di Yen Tan
- Copia originale (Can You Ever Forgive Me?), regia di Marielle Heller
- Disobedience, regia di Sebastián Lelio
- La favorita (The Favourite), regia di Yorgos Lanthimos
- Hearts Beat Loud, regia di Brett Haley
- A Kid Like Jake, regia di Silas Howard
- La diseducazione di Cameron Post (The Miseducation of Cameron Post), regia di Desiree Akhavan
- Saturday Church, regia di Damon Cardasis
- Quando eravamo fratelli (We the Animals), regia di Jeremiah Zagar

#### Miglior serie drammatica
- Pose
- Billions
- Black Lightning
- Grey's Anatomy
- The Handmaid’s Tale
- Instinct
- Shadowhunters
- Star
- Supergirl
- Wynonna Earp

#### Miglior film per la televisione o miniserie
- American Crime Story: L'assassinio di Gianni Versace (The Assassination of Gianni Versace: American Crime Story)
- American Horror Story: Apocalypse
- Life-Size 2, regia di Steven Tsuchida
- Sense8
- A Very English Scandal

#### Miglior programma per famiglie o bambini
- Steven Universe
- Adventure Time
- Andi Mack
- Chiamatemi Anna (Anne)
- She-Ra e le principesse guerriere (She-Ra and the Princesses of Power)

#### Miglior cantante
- Janelle Monáe - Dirty Computer
- Brandi Carlile - By the Way, I Forgive You
- Brockhampton - Iridescence
- Christine and the Queens - Chris
- Hayley Kiyoko - Expectations
- Kim Petras - Turn Off the Light, Vol. 1
- Shea Diamond - Seen It All
- Sophie - Oil of Every Pearl's Un-Insides
- Troye Sivan - Bloom
- Years & Years - Palo Santo

#### Miglior episodio talk show
- "Trans Rights Under Attack" - Full Frontal with Samantha Bee
- "Mike Pence and 'A Day in the Life of Marlon Bundo'" - Last Week Tonight with John Oliver
- "NRA Problems, Chicken Bone Problems, Birmingham Problems" - Wyatt Cenac's Problem Areas
- "Troye Sivan Hopes 'Boy Erased' Reaches All Parents" - The Late Show with Stephen Colbert
- "Valedictorian Seth Owen" - The Ellen DeGeneres Show

#### Miglior servizio giornalistico TV di un giornale
- "Conversion Therapy: God Only Knows" - CBS Sunday Morning
- "Gender: The Space Between" - CBS News
- "Legacy of Hope" - Nightline
- "Respect" - SC Featured
- "South Texas Pride" - KSAT News

#### Miglior servizio giornalistico TV
- "Same-sex Couple Reacts to Supreme Court Ruling" - CNN Tonight with Don Lemon
- "Historic Number of LGBTQ Candidates on Ballots This Year" - NBC Nightly News
- "Mississippi Town Denies Pride Parade" - Vice News Tonight
- "Olympian Adam Rippon" - New Day
- "Trump: 'Looking Very Seriously' at Changing Transgender Definition" - Velshi & Ruhle

#### Miglior articolo su un giornale
- "He Took a Drug to Prevent AIDS. Then He Couldn't Get Disability Insurance." - Donald G. McNeil Jr., The New York Times
- "LGBTQ Parents Challenge Stereotypes in China" - Sue-Lin Wong e Jason Lee, Reuters
- "'More Than Fear': Brazil's LGBT Community Dreads Looming Bolsonaro Presidency" - Marina Lopes, The Washington Post
- "Pistons' Reggie Bullock to Transgender Community: 'I see y'all as people that I love'" - Malika Andrews, Chicago Tribune
- "Transgender Students Asked Betsy DeVos for Help. Here's What Happened." - Caitlin Emma, Politico

#### Miglior articolo giornalistico digitale
- "Bermuda Same-sex Marriage Ban Means Trouble for Tourism and Cruise Ships" - Ryan Ruggiero, CNBC.com
- "Across U.S., LGBTQ Christians Try to Change Hearts and Minds From the Pews" - Julie Compton, NBCNews.com
- "Deadnamed" - Lucas Waldron e Ken Schwencke, ProPublica
- "LGBTQ Caravan Migrants Marry While Waiting for Asylum in Tijuana" by Sarah Kinosian, INTO
- "Workplaces Need to Prepare for the Non-Binary Future" - Samantha Allen, The Daily Beas

#### Miglior articolo giornalistico digitale - Mutimedia
- "March for Our Lives and LGBT activism: 'They're definitely linked for me,' says Emma González" - Beth Greenfield, Yahoo! Lifestyle
- "I Was Jailed for Raising the Pride Flag in Egypt" - Amro Helmy, BuzzFeed Video
- "The Latinx Drag Queens Spearheading HIV Activism on the Border" - Paola Ramos, Vice
- "Marielle and Monica: The LGBT Activists Resisting Bolsonaro's Brazil" - Fabio Erdos, Marina Costa, Charlie Phillips e Jacqueline Edenbrow, TheGuardian
- "Trans Model Aaron Philip is Making a Space for Disabilities on the Runway," - NowThis

#### Miglior blog
- Pittsburgh Lesbian Correspondents
- Gays With Kids
- Holy Bullies and Headless Monsters
- My Fabulous Disease
- TransGriot